# 43e cérémonie des Razzie Awards
La 43e cérémonie des Golden Raspberry Awards, organisée par la Golden Raspberry Award Foundation, a eu lieu le 11 mars 2023 et récompense les pires films sortis en 2022.

## Palmarès

### Pire film
- Blonde
  - Good Mourning
  - The King's Daughter
  - Morbius
  - Pinocchio

### Pire actrice
- Prix non remis cette année-là 
  - Bryce Dallas Howard pour le rôle de Claire Dearing dans Jurassic World : Le Monde d'après (Jurassic World Dominion)
  - Diane Keaton pour le rôle de Mackenzie "Mack" Martin / Rita dans Mack and Rita
  - Kaya Scodelario pour le rôle de Marie-Josèphe dans The King's Daughter
  - Alicia Silverstone pour le rôle de Jaelyn dans The Requin
  - Ryan Kiera Armstrong pour le rôle de Charlene "Charlie" McGee dans Firestarter[N 1]

### Pire acteur
- Jared Leto pour son rôle de Michael Morbius dans Morbius
  - Pete Davidson pour son rôle (vocal) de Marmaduke dans Marmaduke
  - Tom Hanks pour son rôle de Geppetto dans Pinocchio
  - Machine Gun Kelly pour son rôle de London Clash dans Good Mourning
  - Sylvester Stallone pour son rôle de Joe Smith / Samaritan / Nemesis dans Le Samaritain

### Pire actrice dans un second rôle
- Adria Arjona pour son rôle de Martine Bancroft dans Morbius
  - Fan Bingbing pour son rôle de Lin Mi Sheng dans 355 et celui de la sirène dans The King's Daughter
  - Lorraine Bracco pour son rôle (vocal) de Sofia dans Pinocchio
  - Penélope Cruz pour son rôle de Graciela Rivera dans 355
  - Mira Sorvino pour son rôle d'Annita dans Lamborghini

### Pire acteur dans un second rôle
- Tom Hanks pour son rôle du Colonel Parker dans Elvis
  - Pete Davidson pour son rôle de Berry dans Good Mourning
  - Xavier Samuel pour son rôle de Charles "Cass" Chaplin Jr. dans Blonde
  - Mod Sun pour son rôle de Dylan dans Good Mourning
  - Evan Williams pour son rôle d'Edward G. "Eddy" Robinson Jr. dans Blonde

### Pire couple à l'écran
- Tom Hanks et son visage chargé de latex (et son accent ridicule) dans Elvis
  - 365 Jours : au lendemain (365 dni. Ten dzień)
  - 365 Jours : l'année d'après (Kolejne 365 dni)
  - Les deux personnages de la vie réelle dans la scène fallacieuse de la chambre à coucher de la Maison-Blanche dans Blonde
  - Andrew Dominik et ses problèmes avec les femmes dans Blonde
  - Machine Gun Kelly et Mod Sun dans Good Mourning

### Pirepréquelle,remake,plagiatou suite
- Pinocchio
  - 365 Jours : au lendemain (365 dni. Ten dzień)
  - 365 Jours : l'année d'après (Kolejne 365 dni)
  - Blonde[N 2],[2]
  - Firestarter
  - Jurassic World : Le Monde d'après (Jurassic World Dominion)

### Pire scénario
- Andrew Dominik pour Blonde
  - Machine Gun Kelly et Mod Sun pour Good Mourning
  - Emily Carmichael, Derek Connolly et Colin Trevorrow pour Jurassic World : Le Monde d'après (Jurassic World Dominion)
  - Matt Sazama et Burk Sharpless pour Morbius
  - Robert Zemeckis et Chris Weitz pour Pinocchio

### Pire réalisateur
- Machine Gun Kelly et Mod Sun – Good Mourning
  - Judd Apatow – La Bulle
  - Andrew Dominik – Blonde
  - Daniel Espinosa – Morbius
  - Robert Zemeckis – Pinocchio

### Prix spécial de la rédemption
- Colin Farrell (de nommé au pire acteur en 2004 à sa nomination aux Oscars 2023)
  - Val Kilmer (de L'Île du docteur Moreau à Val)
  - Mark Wahlberg (de Transformers : L'Âge de l'extinction à Père Stu : un héros pas comme les autres)

## Distinctions multiples

### Récompenses multiples
- 2 : Blonde, Elvis, Morbius et Tom Hanks

### Nominations multiples
- 8 : Blonde
- 7 : Good Mourning
- 6 : Pinocchio
- 5 : Morbius
- 3 : Jurassic World : Le Monde d'après et The King's Daughter
- 2 : 355, Elvis, 365 Jours : au lendemain et 365 Jours : l'année d'après